# Борн (Бёрде)
Борн (нем. Born) — деревня в Германии, в земле Саксония-Анхальт, входит в район Бёрде в составе коммуны Вестхайде, подчиняющейся управлению Эльбе-Хайде.
Население составляет 230 человек (на 31 декабря 2008 года). Занимает площадь 20,62 км².

## История
Первое упоминание о поселении относится к 1187 году.
До 1 января 2010 года, Борн образовывал собственную коммуну, но после проведённых реформ, вместе с Хиллерслебеном и Нойенхофе вошёл в состав новой коммуны Вестхайде.